# 諾沃西利亞 (沃洛德米里夫卡市鎮)
47°28′41″N 32°53′47″E / 47.47806°N 32.89639°E
諾沃西利亞（烏克蘭語：Новосілля）是位於烏克蘭南部的村莊，由尼古拉耶夫州巴什坦卡區的沃洛德米里夫卡市鎮負責管轄。該村始建於1924年，面積0.79平方公里，海拔高度47米，2001年人口110，人口密度每平方公里139.2人。